# Latin Grammy Award du meilleur album flamenco
 (septembre 2023).
Le Latin Grammy Award du meilleur album flamenco est l'un des prix décernés annuellement à des albums de qualité de chant et/ou musique de Flamenco par l'Académie du disque de musique latine (en anglais : The Latin Academy of Recording Arts and Sciences, en version courte: The Latin Recording Academy (en), en espagnol : La Academia Latina de la Grabación). C'est l'une des catégories des Grammy Awards en général, et de leur sous-section particulièrement consacrée aux albums de musique latine (en espagnol ou en portugais) lors de la session annuelle du Latin Grammy Award, dans une nuitée spécialement dédiée.
La catégorie qui concerne le meilleur album de Flamenco est la catégorie n° 34 qui appartient à la section « champ traditionnel », laquelle comprend aussi les Latin Grammy Awards du « meilleur album folk » et du « meilleur album tango ». Pour le seul « champ traditionnel » des Latin Grammy Awards, il est précisé que les « albums [doivent être] enregistrés en espagnol ou en portugais, ou encore en tout dialecte ou langue de l’un des pays ibéro-américains [c'est-à-dire hispano-américains, luso-américains ou ibériques] et approuvés par le Comité ad hoc ». 
Suivant le guide de description des catégories des Latin Grammy Awards, cette récompense est réservée à des « albums de musique vocale ou instrumentale contenant au moins 51% d'enregistrements inédits fondés sur les rythmes et les harmonies propres au flamenco, par des artistes en solo, en duo, ou en groupe ». Selon les statuts de cette Académie l’objectif principal de la cérémonie est de diffuser et de faire « reconnaître l’excellence artistique et technique de la musique enregistrée, par le biais du vote par les pairs, afin de sensibiliser davantage à la diversité culturelle et aux contributions des artistes de musique latine à l'industrie du disque, tant au niveau national qu’international. [...] L'Académie célèbre l’esprit créatif, la diversité et le succès artistique de la musique latine, non les chiffres de vente ou les positions sur les listes de ventes. [...] Sont éligibles les fusions avec d’autres genres musicaux à condition qu'elles maintiennent substantiellement le genre Flamenco, [et manifestent certaines des caractéristiques essentielles du genre] ».
En 2014 Paco de Lucía remporta ce prix pour la troisième fois —  mais de manière posthume cette fois — pour son dernier album, Canción Andaluza (es), lequel se vit décerner en plus le prix Grammy Award de l'album de l'année, devenant ainsi le premier artiste de flamenco à connaître cette double récompense.

## Liste chronologique du «meilleur album flamenco» (par années)

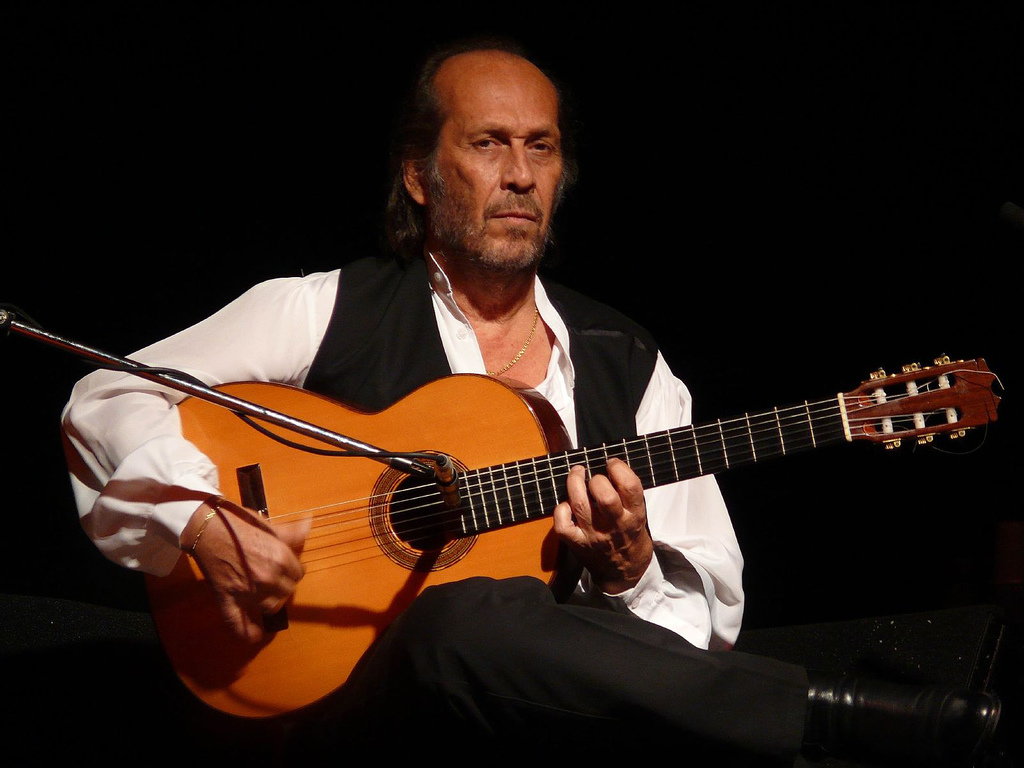
Paco de Lucía l'emporte trois fois pour : Cositas Buenas (2004), En Vivo (2012), et Canción Andaluza (2014, élu aussi meilleur Album de l'année). Son frère, le cantaor Pepe de Lucía l'obtiendra deux fois, en 2003 et 2021.

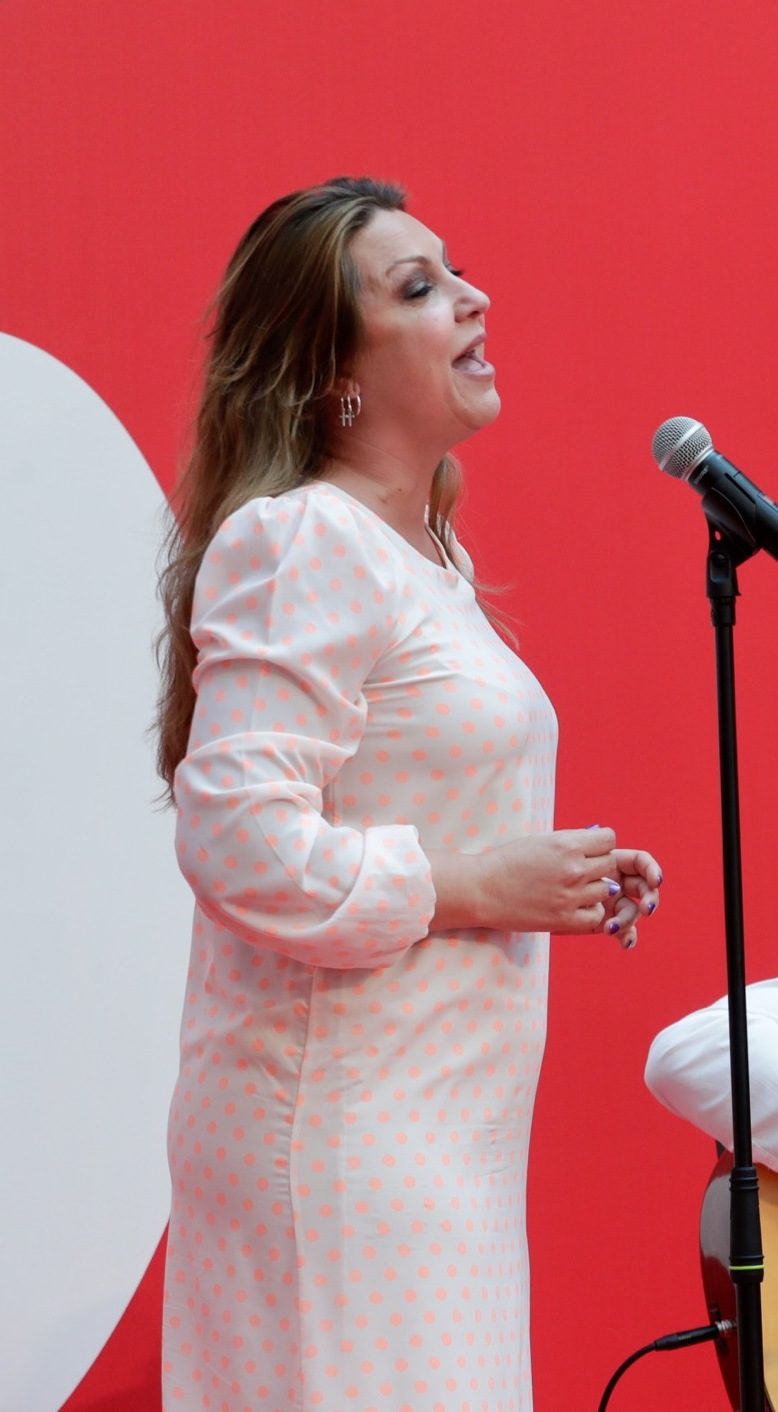
Niña Pastori a aussi reçu ce prix trois fois : en 2009, 2011 et 2016. Elle avait en plus été nommée en 2005.

- 2000 : Paris 87 de Camarón avec Tomatito
- 2001 : Ciudad De Las Ideas de Vicente Amigo
- 2002 : Mis 70 años con el Cante de Antonio Núñez "El Chocolate"
- 2003 : El Corazón De Mi Gente de Pepe de Lucía
- 2004 : Cositas Buenas de Paco de Lucía[3].
- 2005 : Aguadulce de Tomatito
- 2006 : Picasso de mis ojos de Diego el Cigala
- 2007 : Techarí du groupe Ojos de Brujo
- 2008 : Una Guitarra En Granada de Juan Habichuela
- 2009 : Esperando Verte de Niña Pastori

- 2010 : Sonata Suite de Tomatito
- 2011 : La Orilla de mi Pelo de Niña Pastori
- 2012 : En Vivo (Conciertos España 2010) de Paco de Lucía
- 2013 : Soy Flamenco de Tomatito
- 2014 : Canción Andaluza (es) de Paco de Lucía[4].
- 2015 : Entre 20 Aguas: A La Música De Paco De Lucía, produit par Javier Limón (artistes variés)
- 2016 : Ámame Como Soy de Niña Pastori
- 2017 : Memoria de Los Sentidos de Vicente Amigo
- 2018 : Al Este Del Cante d'Arcángel (chanteur de Flamenco) (es) (à ne pas confondre avec Arcángel, le chanteur de Rap et Reggaeton américain)
- 2019 : non attribué, même si d'autres prix ont été attribués cette année-là[5].

- 2020 : Flamenco sin Fronteras d'Antonio Rey
- 2021 : Un Nuevo Universo de Pepe de Lucía[6].
- 2022 :

## Liste des autres albums nommés[7](par décennies)

### Années 2000

Vicente Amigo l'a emporté deux fois : en 2001 et 2017. Et il a été nommé quatre fois de plus, seul ou en duo, en 2004, 2006, 2009 et 2013.

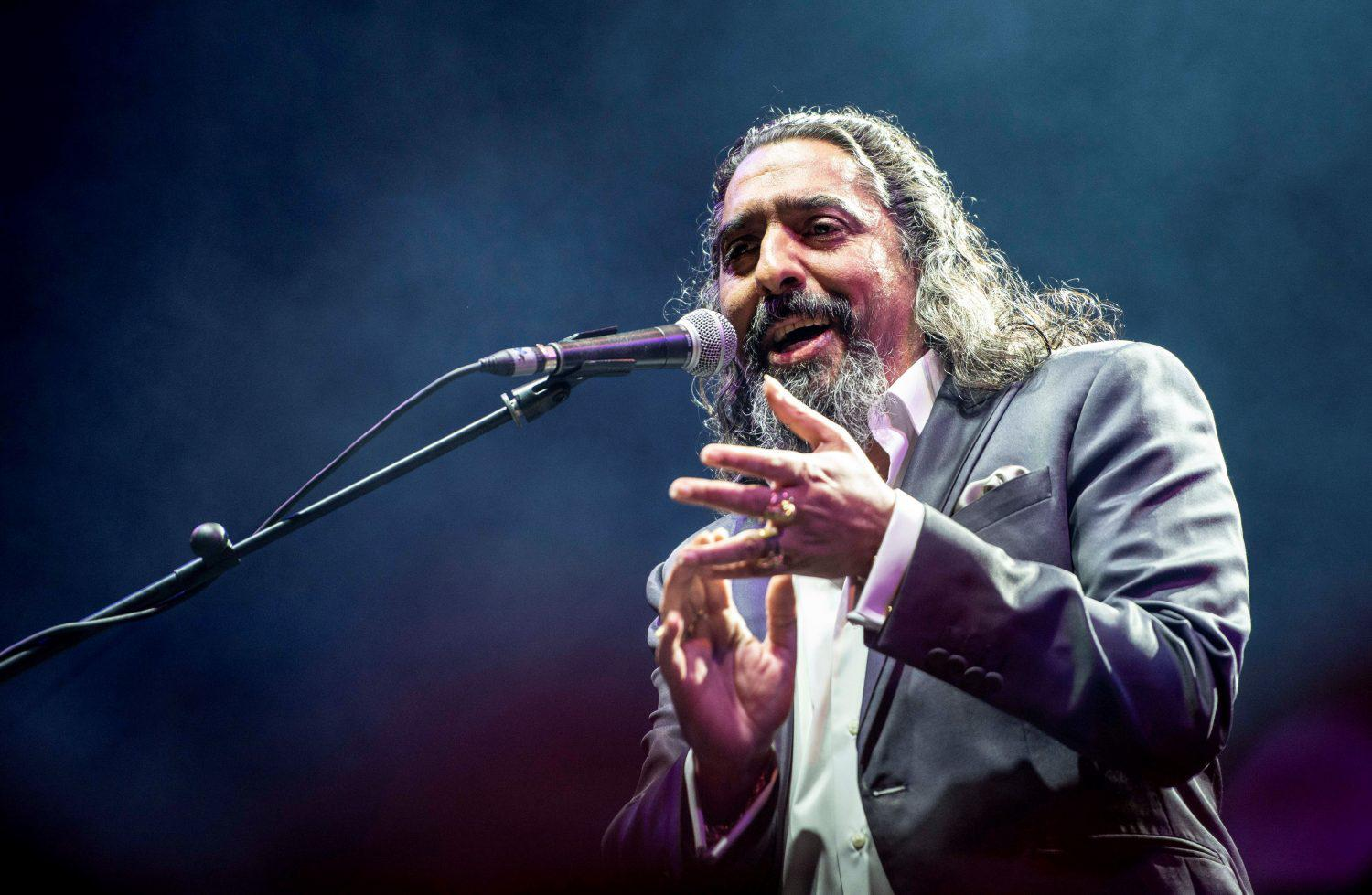
Diego el Cigala, lauréat 2006. Et déjà nommé en 2002 et 2003.

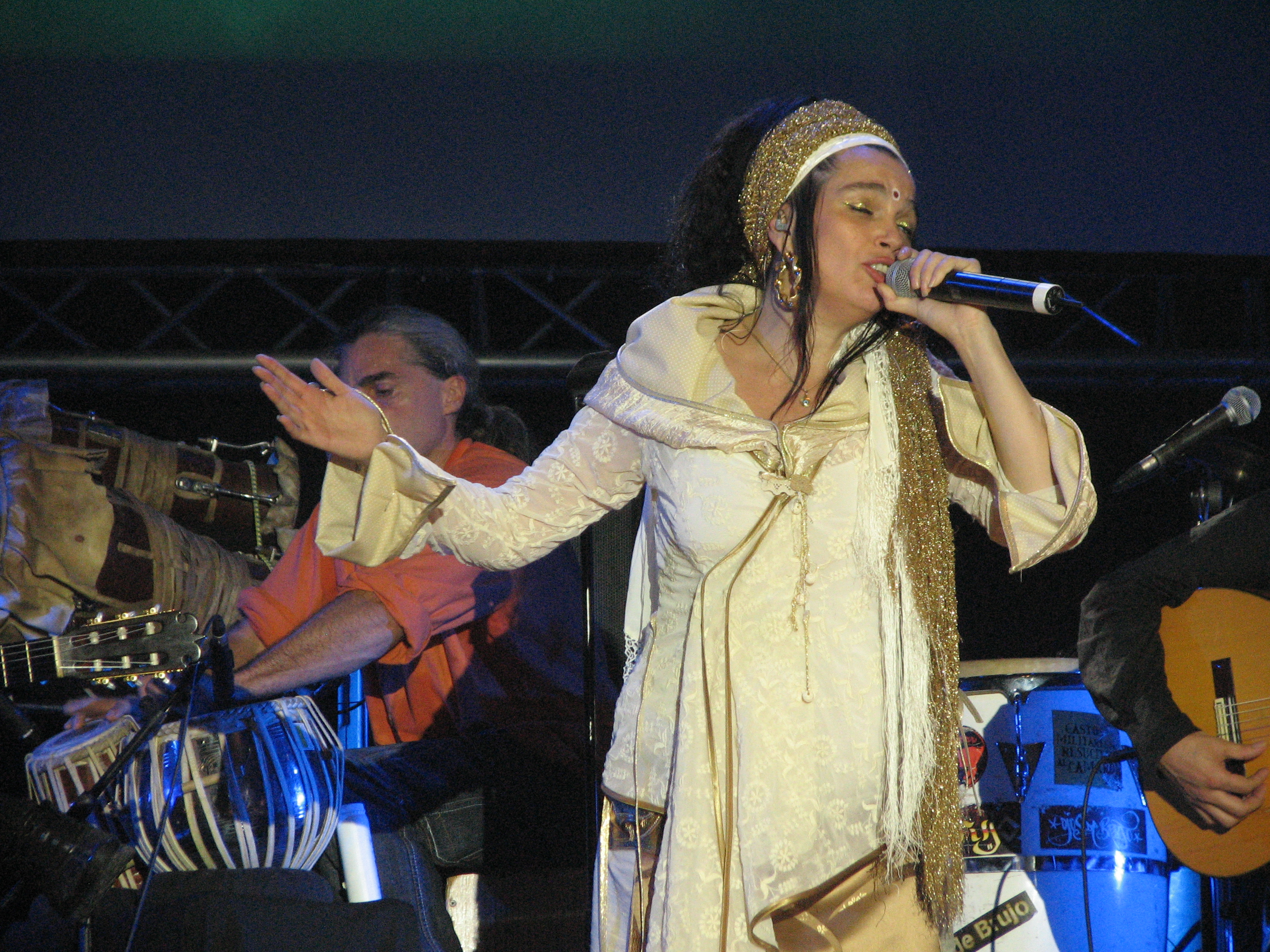
Ojos de Brujo (« Yeux de Sorcier »), lauréat 2007, seul groupe à avoir reçu le prix. Il sera aussi nommé en 2011.

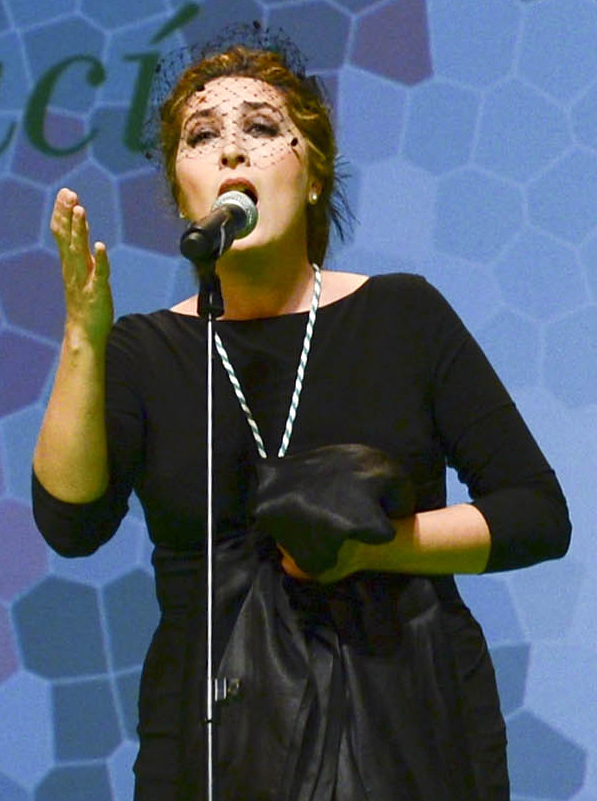
Estrella Morente, nommée quatre fois : en 2001, 2006, 2013 et 2015.

| Année | Vainqueur           | Œuvre                    | Nommés                                                                           | Réf.   |
| ----- | ------------------- | ------------------------ | -------------------------------------------------------------------------------- | ------ |
| 2000  | Camarón et Tomatito | Paris 87                 | - Miguel Poveda – Suena Flamenco                                                 | [ 8 ]  |
| 2001  | Vicente Amigo       | Ciudad de las Ideas      | - Navajita Plateá (es) — Hablando en Plata                                       | [ 9 ]  |
| 2002  | Antonio Núñez       | Mis 70 Años Con El Cante | - Martirio — Mucho Corazón                                                       | [ 10 ] |
| 2003  | Pepe de Lucía       | El Corazón de mi Gente   | - Various Artists — Gerardo Núñez Presenta La Nueva Escuela De Guitarra Flamenca | [ 11 ] |
| 2004  | Paco de Lucía       | Cositas Buenas           | - Enrique Morente — El Pequeño Reloj                                             | [ 12 ] |
| 2005  | Tomatito            | Aguadulce                | - Niña Pastori — No Hay Quinto Malo                                              | [ 13 ] |
| 2006  | Diego el Cigala     | Picasso en Mis Ojos      | - Estrella Morente — Mujeres                                                     | [ 14 ] |
| 2007  | Ojos de Brujo       | Techarí                  | - Son De La Frontera — Cal                                                       | [ 15 ] |
| 2008  | Juan Habichuela     | Una Guitarra en Granada  | - Lole Montoya (es) — Metáfora                                                   | [ 16 ] |
| 2009  | Niña Pastori        | Esperando Verte          | - Miguel Poveda — Coplas del Querer                                              | [ 17 ] |

### Années 2010

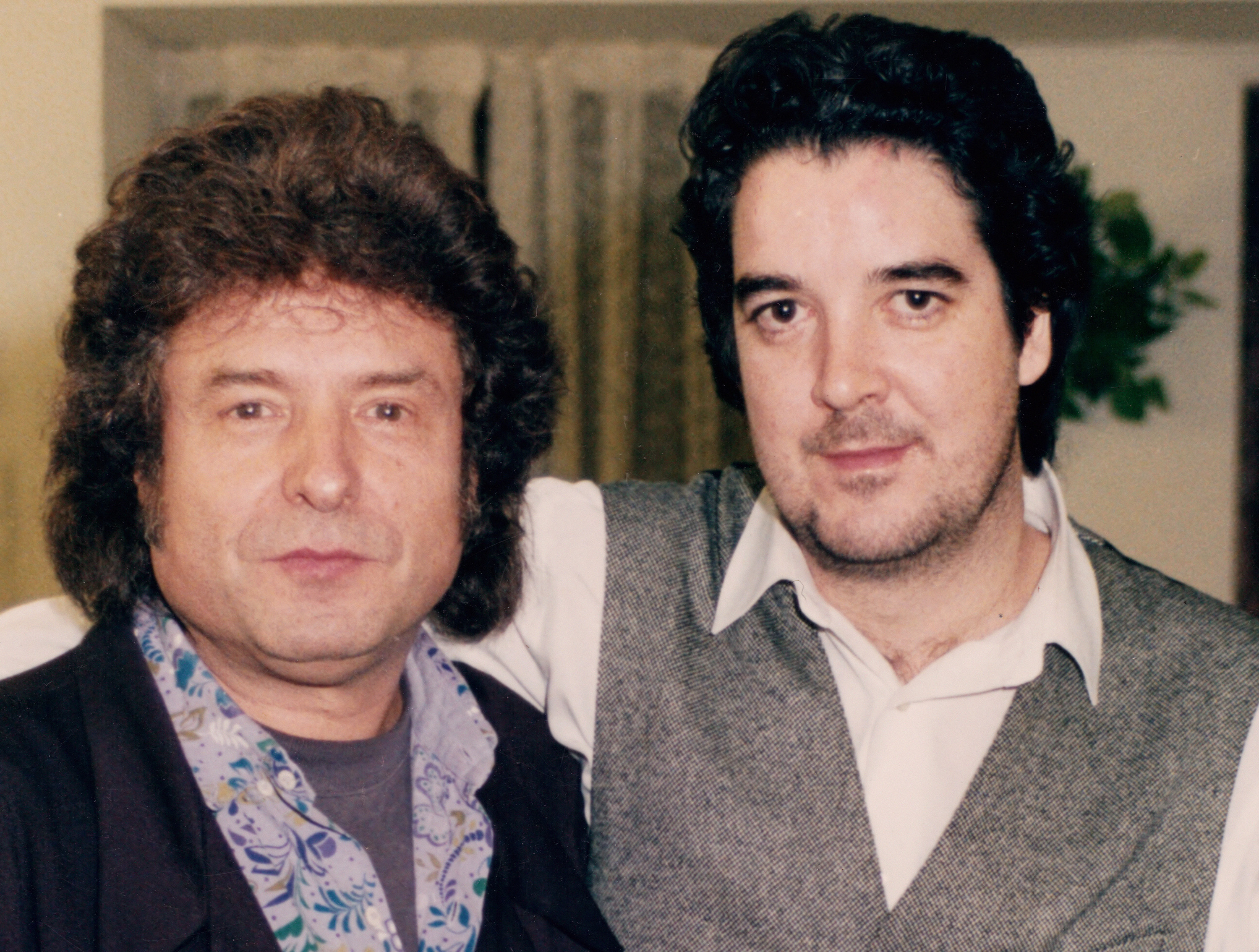
Enrique Morente (à gche), cantaor et père de la précédente, qui a été nommé pour sa part cinq fois : en 2004, 2006, 2009, 2010 et 2014. Il est ici avec le guitariste Rafael Riqueni (à dte), lui-même nommé en 2021.

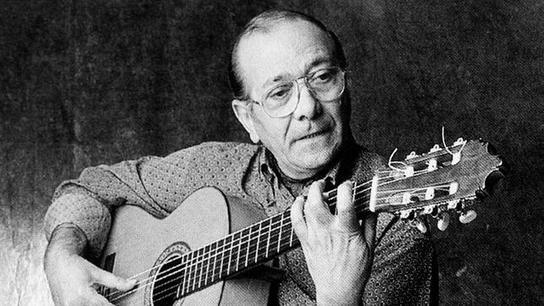
Juan Habichuela, un des plus illustres guitaristes représentant la prolifique lignée flamenca des Habichuela, nommé deux fois (en 2000 et 2014), l'a emporté en 2008.

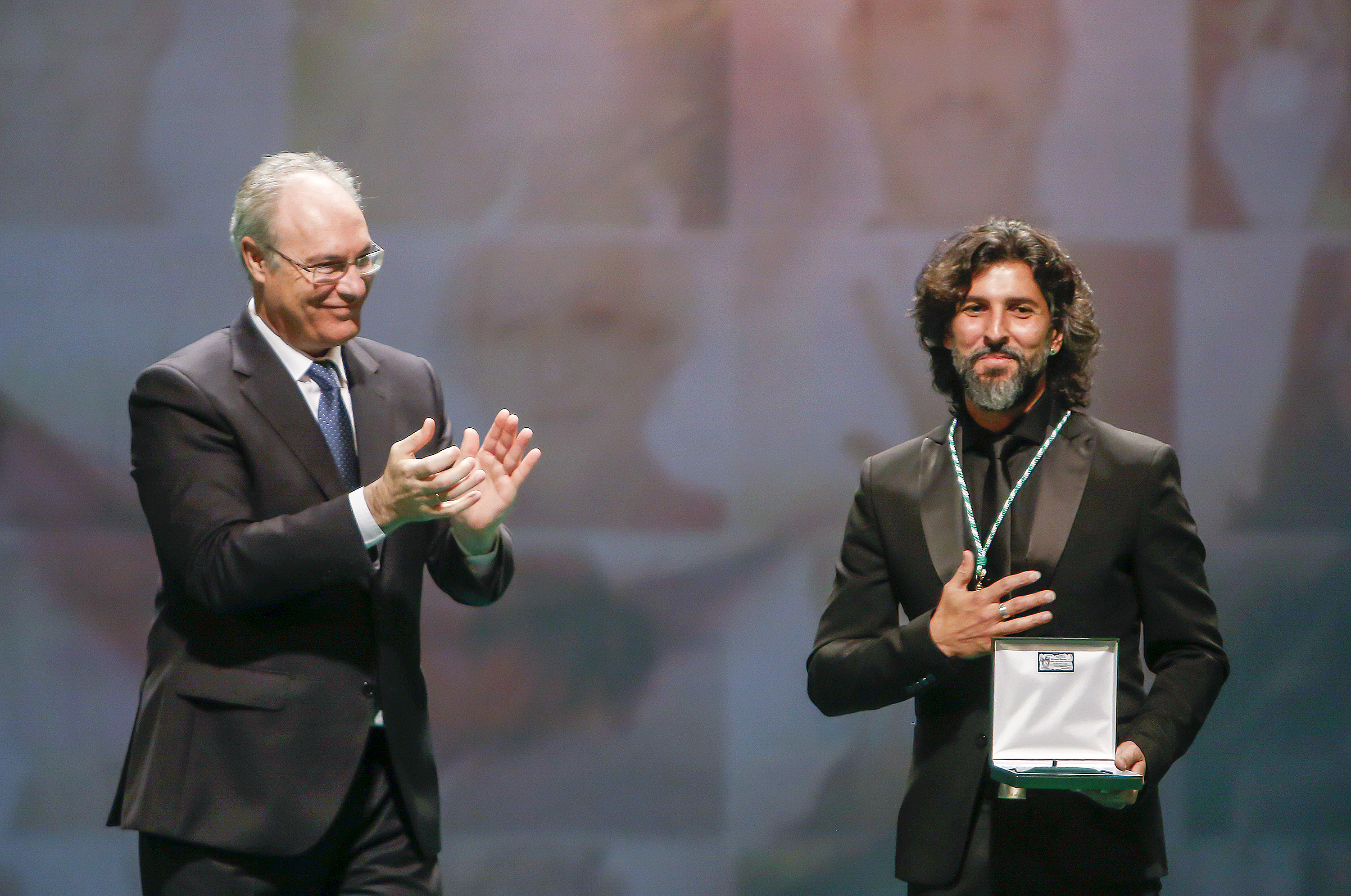
Arcángel, à droite, lauréat 2018 ; il avait aussi été nommé déjà en 2002. Il est ici avec (à gauche), autre cantaor et guitariste flamenco, lors de sa remise de médaille comme « enfant chéri » d'Andalousie en 2017.

| Année | Vainqueur                                               | Œuvre                                        | Nommés                                                                            | Réf.   |
| ----- | ------------------------------------------------------- | -------------------------------------------- | --------------------------------------------------------------------------------- | ------ |
| 2010  | Tomatito                                                | Sonata Suite                                 | - Niño Josele (es) — Española                                                     | [ 18 ] |
| 2011  | Niña Pastori                                            | La Orilla de mi Pelo'                        | - Pastora Soler — 15 Años                                                         | [ 19 ] |
| 2012  | Paco de Lucía                                           | En Vivo Conciertos España 2010               | - Various Artists — México Flamenco                                               | [ 20 ] |
| 2013  | Tomatito                                                | Soy Flamenco                                 | - Miguel Poveda — Real                                                            | [ 21 ] |
| 2014  | Paco de Lucía                                           | Canción Andaluza                             | - Rosario La Tremendita — Fatum                                                   | [ 22 ] |
| 2015  | Various (producido por Javier Limón)                    | Entre 20 Aguas: A La Música de Paco de Lucía | - María Toledo (es) — conSentido                                                  | [ 23 ] |
| 2016  | Niña Pastori                                            | Ámame Como Soy                               | - María Toledo (es) — Magnética                                                   | [ 24 ] |
| 2017  | Vicente Amigo                                           | Memoria de Los Sentidos                      | - Tomasa La Macanita y Manuel Valencia — Directo En El Círculo Flamenco De Madrid | [ 25 ] |
| 2018  | Francisco José Arcángel Ramos (es) connu comme Arcángel | Al Este del Cante                            | - Samuel Serrano — Dos Caminos                                                    | ,      |
| 2019  | non attribué.                                           | non attribué.                                | non attribué.                                                                     | ,      |

### Années 2020

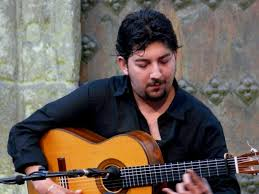
.

| Année | Vainqueur                     | Œuvre                  | Nommés                                                           | Réf. |
| ----- | ----------------------------- | ---------------------- | ---------------------------------------------------------------- | ---- |
| 2020  | Antonio Rey (guitariste) (es) | Flamenco sin Fronteras | - Antonio Reyes (chanteur de flamenco) (es) — Que Suene el Cante | ,    |
| 2021  | Pepe de Lucía                 | Un Nuevo Universo      | - María Toledo (es) – El Rey                                     | ,    |

## Galerie des nommés (suite)

Autres multi-nommés pour le Grammy Award du meilleur album Flamenco :
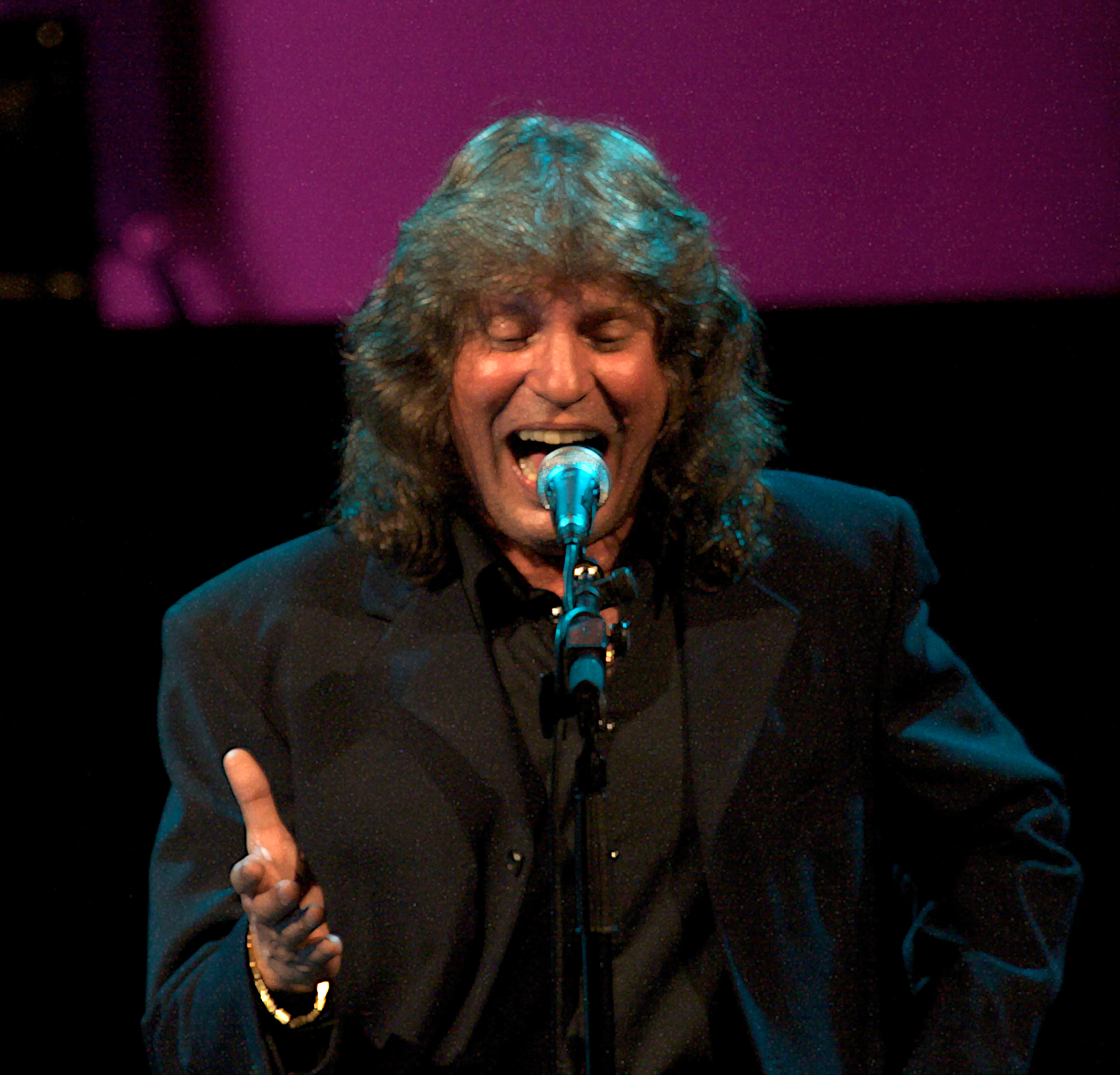
★ 1- José Mercé en 2008
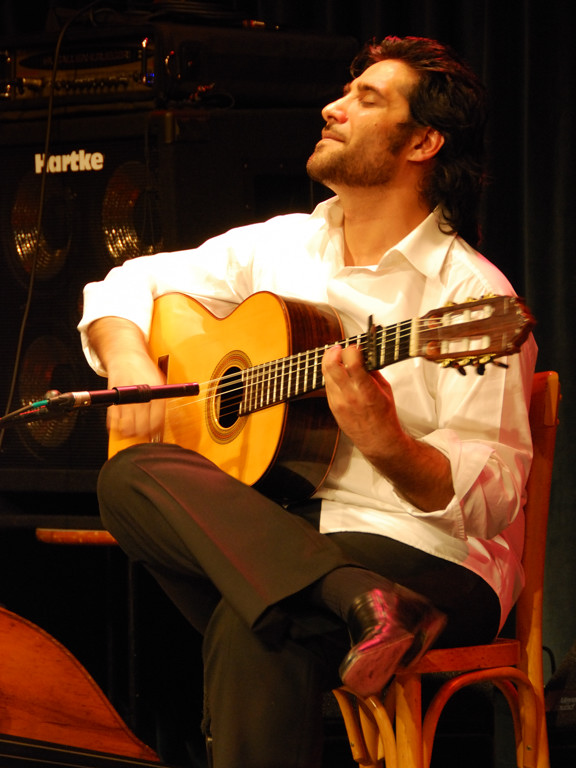
♦ 2- Niño Josele (es) en 2008
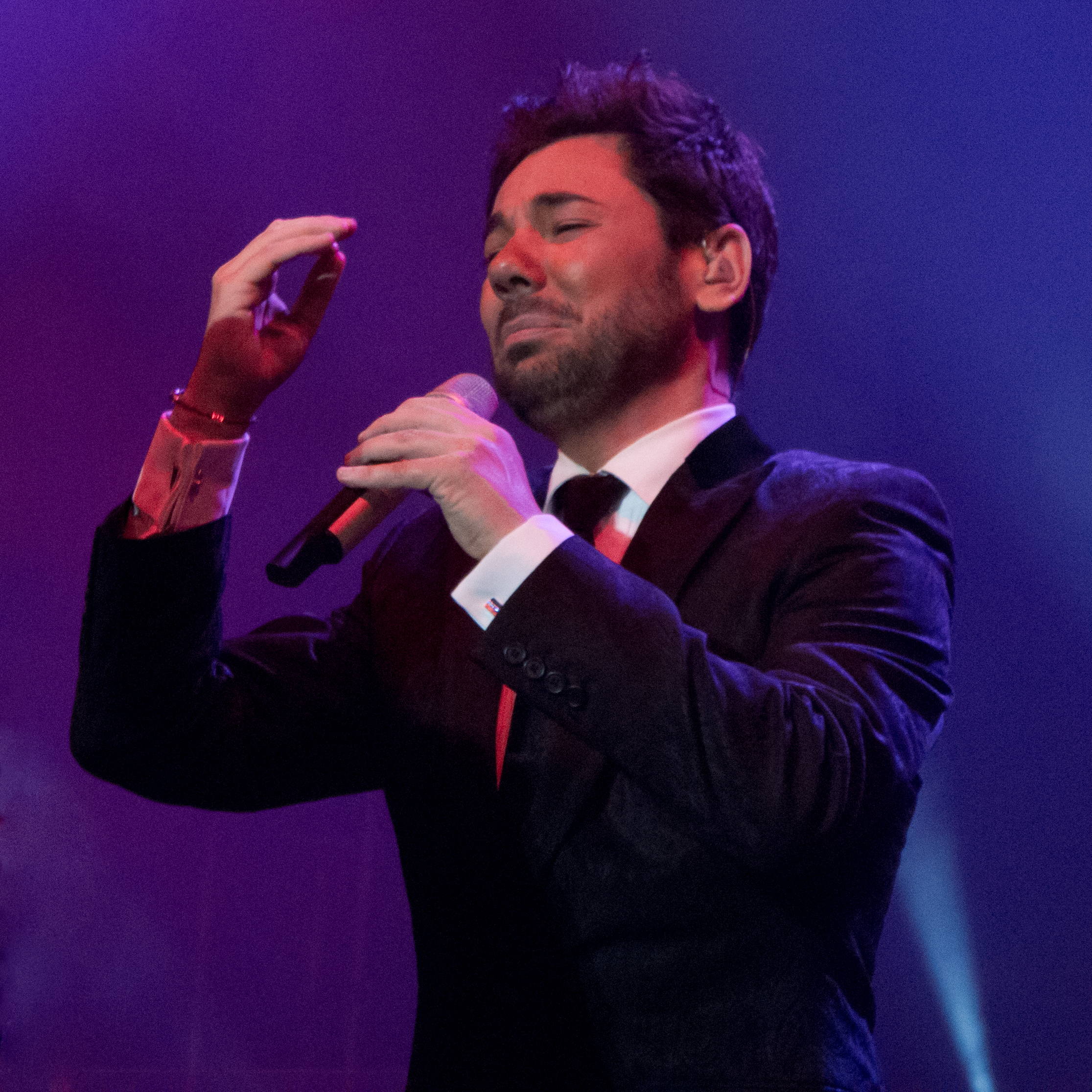
♥ 3- Miguel Poveda en 2012
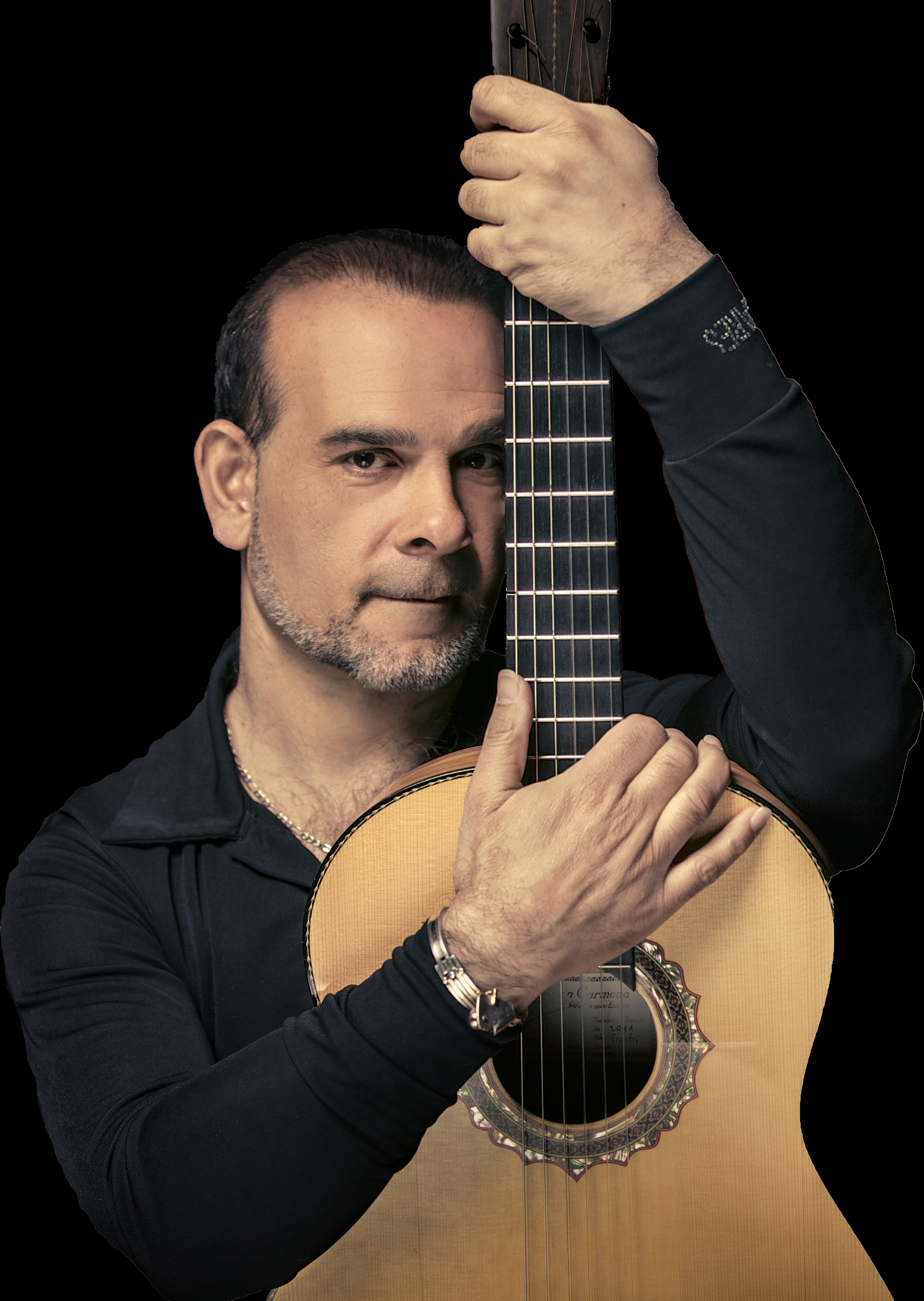
♣ 4- Juan Carmona en 2013

★ 1- José Mercé a été nommé six fois (en 2001, 2003, 2005, 2010, 2013 et 2016) sans jamais l'emporter : c'est donc aussi un record !
♦ 2- Niño Josele a été nommé quatre fois, soit seul (en 2010 et 2012), soit accompagnant un cantaor (Diego el Cigala en 2003) ou une cantaora (Estrella Morente en 2015).
♥ 3- Miguel Poveda a été nommé cinq fois, en 2000, 2007, 2009, 2013 et 2015.
♣ 4- Juan Carmona, guitariste français d'origine gitane, a été nommé trois fois en 2003, 2007, 2010.